# 网球计分系统

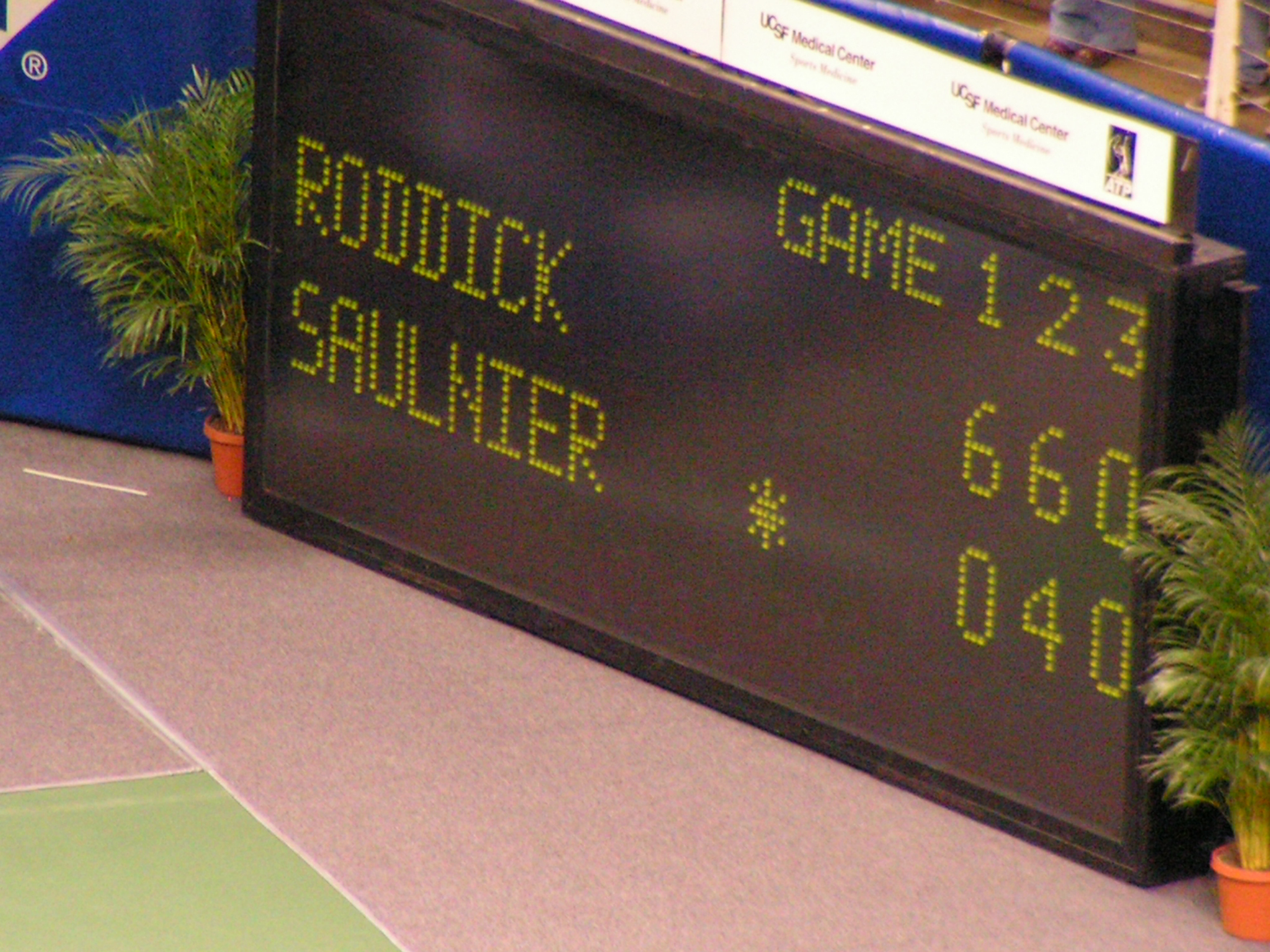
2005年在圣何塞举办的SAP公开赛决赛中，安迪罗迪克对决西里爾·索尼耶的最终比分。

网球计分系统是一种广泛使用的标准的网球比赛计分方法。一场网球比赛由分、局和盘组成。一盘由多局组成（至少6局），而每局又由多分（至少4分）组成。一盘由先赢六局且至少比另一方多两局（例如 6-3 或 7-5）的一方赢得该场比赛。如果一盘中双方都拿下六局打成平手，通常会进行决胜局（也称抢七）。当一名球员或双打队赢得规定盘数的多数时，即为比赛获胜。比赛采用三盘两胜制（前两盘获胜）或五盘三胜制（前三盘获胜）的赛制。五盘三胜制通常只在大满贯赛和戴维斯杯男单或双打比赛中使用。
网球锦标赛通常组织两名选手(单打比赛)或两个团队(双打比赛)成对进行比赛。比赛分数轮。大多数比赛都是单败淘汰制，参赛者在输掉一场比赛后被淘汰，冠军是最后一名没有输球的选手。在第1轮，所有选手(或团队)都会被分配成对进行比赛。败者将被宣告淘汰，或出局。 他们将不再参加锦标赛的后续比赛(称为消单)。胜者将被再次被分配成对，参加下一轮的比赛。直至比赛进行到 四分之一决赛 (八名选手或八支队伍参与)，再到半决赛 (四名选手或四支队伍参与)，最后到决赛(两名选手或两支队伍参与)。决赛的胜者即是整场锦标赛的冠军。在许多职业和顶级业余赛事中，种子选手是根据公认的排名系统进行的，目的是让该领域最优秀的选手在比赛中尽可能晚地交手；此外，如果需要轮空，则第一轮的轮空通常会给予排名最高的种子选手。 

## 局
一局（“game”）由同一选手发球时的一连串得分（“point”）组成，由最先赢得至少四分并比对手多两分的一方获胜。通常情况下，裁判报分时是先说发球方的得分而后接球方的得分。网球比赛中的报分不太寻常，因为每一分都有一个相应的叫法（除决胜局外）。在每一分开始之前由裁判员口头宣布双方的当前得分，如果没有裁判员，则由发球方宣布。如果发球方直落四分或者接球方连拿四分，即4-0，可称为“love game”（因为0读作“love”）。
| 获得分数 | 对应读法 |
| -------- | -------- |
| 0        | “love”   |
| 1        | “15”     |
| 2        | “30”     |
| 3        | “40”     |
| 4        | “game”   |

例如，如果发球方到目前为止在一局中赢得了三分，而接球方赢得了一分，那么分数就是"40-15"。
当双方在一局中赢得了相同分，即每一方都赢得了一分或两分，那么分数就被描述为“15 all”和“30 all”。然而，如果双方都赢得了三分，分数就被称为“deuce”（即局末平分）。从这时起，只要分数打平，无论打了多少分，都被称为“deuce”。
在标准比赛中，超过“deuce”分数的得分，即球员各得三分后，要求一个球员必须领先两分，才能赢得这局比赛。这种类型的网球得分被称为“advantage”（优势得分）。在局末平分之后赢得下一分的一方被称为拥有优势。如果他们输掉了下一分，比分又变成了deuce。如果拥有优势的一方赢得了下一分，那么这一方就赢得了该局，因为他们有两分的领先优势。在职业比赛中，裁判员可以使用球员的名字以这种形式宣布比分（例如，“advantage 纳达尔”或“advantage 格拉芙”）。
对于tie-break，决胜局（又称抢七），叫法是每个选手赢得的分数。
| 分数                | 对应读法                                |
| ------------------- | --------------------------------------- |
| 1–0                 | "One, zero"                             |
| 4–3                 | "Four, three"                           |
| 4–4, 5–5, 6–6, etc. | "Four all", "five all", "six all", etc. |
| 4–7, 10–8, etc.     | "set"                                   |

## 盘
在网球中，一盘（“set”）由一连串的局组成，双方球手发球和回球交替进行。盘有两种形式：长盘和决胜局盘。
长盘制（“advantage set”）是一盘中一直打到一名球员或球队赢得至少六局，并且该球员或球队对其对手有两局的领先优势。长盘不设决胜局，一直进行直到某位选手或某队以两局优势赢得该盘。长盘制由于难以限制过长的比赛时间，以及对选手体能消耗过大等问题，从2022年开始，所有比赛包括法国网球公开赛、奥运会，都不再进行。
决胜局盘（“tie-break set”）的规则与长盘相同，只是当比分打到6-6时，会进行决胜局（或称抢七）。通常情况下，决胜局一直持续到一方以2分或更多的优势先赢得7分。然而，不同比赛决胜局可能有不同的最低分，如8分或10分。
与局不同的是，盘是以普通方式计算的（1、2、3等），只是0被称为“love”。分数在每一局结束时报分，领先的一方的分数在前（例如“Nadal leads 3–2"），或者称为"x all"。当一个选手赢得一盘时，称为"game and first set",和 "game and second set"等等。
| 盘  | 对应读法                  |
| --- | ------------------------- |
| 1–0 | "one–love"                |
| 4–4 | "four all"                |
| 6–3 | "game and set, six–three" |

## 场
胜者是赢得半数以上盘的一方，一旦达到这一目标，该场比赛就会结束。男子比赛可能是三盘两胜或五盘三胜，而女子和混合双打比赛通常是三盘两胜。
一场完整的比赛的分数可以简单地按所赢的盘数给出，或者将每一盘的分数分开给出。在这两种情况下，比赛获胜者的分数都会被放在第一位。在前一种较短的形式中，一场比赛可能被列为3-1（即三盘比一盘）。在后一种形式中，同样的比赛可以进一步描述为 "7-5，6-7（4-7），6-4，7-6（8-6）"。(如上所述，另一种写决胜局得分的形式只列出了输者的得分--例如，这个例子中第四盘的得分是 "7-6（6）"）。这场比赛胜者以三比一获胜，比赛的输者在第二盘中以决胜局获胜。括号中的数字表示某一盘末决胜局的比分，通常在书面中显示，但在说话时省略。这个例子中，比赛获胜者以7比4输掉第二盘、并以8比6赢得第四盘的决胜局。

## 报分
举一个例子，考虑维多利亚·阿扎伦卡和安娜·伊万诺维奇之间的一场比赛。阿扎伦卡6-4赢得第一盘，伊万诺维奇7-6赢得第二盘（7-4赢得决胜局），阿扎伦卡6-0赢得最后一盘。
在每一盘结束时，裁判会宣布每一盘的获胜者。
Game, first set, Azarenka.
Game, second set, Ivanovic.
在比赛结束时，结果口头宣布为：
   Game, set, match, (Victoria) Azarenka, two sets to one, six–four, six–seven, six–love.
结果书面显示为：
    Victoria Azarenka defeated  Ana Ivanovic 6–4, 6–7(4–7), 6–0
比分的书写和宣布总是以比赛的胜利者为标准。在宣布最终结果时，不包括决胜局的比分；只说 "7-6 "或 "6-7"，而不管决胜局的比分如何。
如果比赛因一方退赛或被取消资格（违规）而提前结束，则提前结束时的比分被宣布为最终比分，剩下的选手为胜者。例如，2012年Aegon锦标赛决赛的结果被写成并宣布如下：
Marin Čilić defeated  David Nalbandian 6–7(3–7), 4–3 (default)
Code violation, unsportsmanlike conduct, default, Mr. (David) Nalbandian.